# 医療オリンピックC-1
医療オリンピックC-1（英称：MEDICAL OLYMPIC C-1）とは、整骨院振興協同組合が主催・運営する、柔道整復師、はり師、きゅう師、あん摩マッサージ指圧師の技術を競う全国大会。

## 概要
第1回大会は2003年に開催され、その後、2004年を除き、毎年開催されている。事前に行われる地区大会での上位入賞者が出場できる、決勝大会の位置づけとなっている。柔道整復師・はり師・きゅう師・あん摩マッサージ指圧師、又はそれを志す学生であれば、出場が可能である。 

## 競技内容
- 包帯王

　　選手がモデルの手足等に実際に包帯を巻いたうえで、見栄え、きつさ、実用性の３項目について採点を行い、順位を決定する。
- 刺鍼王

　　一定時間内に行った片手挿管の回数で順位を決定する。実際の身体には行わず、刺鍼カウンターという専門の機械を使用して回数をカウントする。
- 矯正王

　　選手がモデルの身体に実際に矯正施術を行った上で、身体の歪みの改善度合いや審査員評価を加えた採点を行い、順位を決定する。
- 医識王

　　医療知識に関して早押しクイズ形式で優勝者を決定する。他の競技と異なり、大会当日に会場全体で予選を実施し、得点上位者が決勝に出場する。
- 診断王

　　モデルに対して実際に問診から診断までを行い、その内容について採点を行い、順位を決定する。運動テストを行うこともあるが、施術は行わない。